# Buenas Noches Rose
Buenas Noches Rose fue un grupo de rock español formado en 1992 por 5 jóvenes en Alameda de Osuna, Madrid. Recorrieron salas de conciertos y festivales de toda España haciendo temas propios y versiones de grupos como Led Zeppelin o Leño.
En 1995 tuvieron la oportunidad de grabar su primer disco, de nombre Buenas Noches Rose. Este disco fue grabado en Rávena (Italia) con el apoyo de la discográfica Discos Madison (ya desaparecida), y fue producido por Antonio Santos y Pablo Pinilla. El disco contenía temas como La Granja, Hablando con las plantas y La leyenda del lobo cantor, y consiguió vender más de 7000 copias, lo que, para el primer disco de un grupo de rock independiente editado por una discográfica desconocida, fue considerado un éxito.
La compañía discográfica BMG se fijó en ellos y les permitió grabar su segundo disco, La danza de araña, lanzado al mercado en 1997. Sin embargo, después de una extensa gira, Jordi, el cantante, decidió separarse del grupo y colaboró una temporada con el guitarrista parisino Drexl Jonez.
Tras esta escisión, Alfredo asumió el papel de vocalista; el grupo siguió dando conciertos y decidieron grabar un nuevo álbum. Para este tercer disco (titulado La estación seca) el grupo no contó con la colaboración de la discográfica, de manera que tuvieron que autofinanciarlo.
Tras este último disco, decidieron emprender cada uno su propio camino, relacionado o no con la música.

## Componentes
- Alfredo Fernández "Alfa": Guitarra y voces. (Le Punk)
- Juan Pablo Otero "Juampa": Bajo.
- Rubén Pozo Prats: Guitarra y coros. (Pereza)
- Rober Aracil: Batería. (Pereza) (Luter)
- Jordi Piñol "Skywalker": Voz. Abandona el grupo el 11 de junio de 1998.

## Discografía
- Buenas Noches Rose (1995 - Discos Madison)
- La danza de araña (1997 - BMG/Ariola)
- La estación seca (1999 - Arte Bella)
- Maquetas 94-96 (2012 - Ignoto Records) (No oficial)